# Банфильд, Фолькер
Фолькер Банфильд (нем. Volker Banfield; род. 9 мая 1944, Обераудорф) — немецкий пианист.
С 14-летнего возраста учился в Музыкальной академии Северо-Западной Германии, завоевал несколько наград на международных конкурсах. В 1965—1971 гг. совершенствовал своё мастерство в США, сперва в Джульярдской школе у Адели Маркус, затем в Техасском университете у Леонарда Шура.
Банфильд широко гастролировал по всему миру, в том числе посетил и СССР вместе с Оркестром радио и телевидения Саарбрюкена под управлением Ганса Цендера. Участвовал в Бетховенском фестивале в Бонне, Фестивале новой музыки в Донауэшингене, фестивале «Варшавская осень» и других крупных европейских музыкальных событиях.
Банфильд считается, прежде всего, специалистом по музыке XX века. Среди его основных записей — сочинения Александра Скрябина, Ферруччо Бузони, Ганса Пфицнера, Эйтора Вилла-Лобоса, Оливье Мессиана, Дьёрдя Лигети. Концерты Ференца Листа, Эжена д’Альбера, Франка Мартена были записаны Банфильдом для телевидения. Кроме того, Банфильд выпустил три альбома с произведениями Роберта Шумана. Запись фортепианного концерта Бузони с Симфоническим оркестром Баварского радио под управлением Лутца Хербига принесла Банфильду французскую премию Diapason d’Or.
Участвует в жюри фортепианных конкурсов. Преподаёт в Гамбургской Высшей школе музыки (в 2004—2007 гг. — вице-президент школы). Среди его учеников, в частности, Лаума Скриде, Каролина Кирхгоф, Юлия Бочковская.

## Награды и признание
- лауреат международного конкурса «Jeunesses musicales» (Берлин, 1960)
- Diapason d’Or[англ.] (1988)
- почётный член Свободной академии искусств в Гамбурге[нем.] (2009)
- почётный член Баварской академии искусств (2009)
- почётная медаль Гамбургской Высшей школы музыки (2009).